# Інститут сучасного мистецтва (Бостон)
Інститут сучасного мистецтва в Бостоні (англ. Institute of Contemporary Art скор. ICA) — художній музей та виставкові зали в Бостоні, Массачусетс, присвячені сучасному мистецтву.

## Історія і діяльність
Інститут сучасного мистецтва був заснований як Бостонський музей сучасного мистецтва (Boston Museum of Modern Art) в 1936 році, з орендним офісом і галереями в Гарвардському художньому музеї. Першим його президентом став 26-річний архітектор Натаніель Солтонстолл (Nathaniel Saltonstall). Першою виставкою, проведеною музеєм, стала виставка робіт Поля Гогена. У перший же рік існування музею було проведено збір коштів для організації «Бала сучасного мистецтва» (Modern Art Ball), на якому були присутні багато знаменитостей з світу мистецтва, в тому числі Гала і Сальвадор Далі.
У 1937 році Бостонський музей переїхав у свою власну галерею, розташовану на 14 Newbury Street. В цьому році в музеї була представлена перша експозиція, присвячена дадаїзму і сюрреалізму, на якій була показана відома робота об'єкта Object (Le Déjeuner en fourrure) Мерета  Оппенгейма. У 1938 році музей знову переїхав до Бостонського арт-клубу (Boston Art Club) на вулицю 270 Dartmouth Street. У 1939 році художня організація стала називатися «Інститут сучасного мистецтва» (Institute of Modern Art) і після зміни імені провів виставку німецького дегенеративного мистецтва, названого так самим Гітлером. Серед художників, представлених на виставці, були Макс Бекманн, Ернст Людвіг Кірхнер, Еміль Нольде і Пауль Клее.
У 1940 році в музеї пройшла пересувна виставка робіт Пабло Пікассо - «Picasso, Forty Years of His Art», в яку увійшла знаменита його робота « Герніка ». У 1940 році музей переїхав в третій раз на вулицю 210 Beacon Street і провів перший в США музейний огляд робіт видатного архітектора Френка Ллойда Райта. Музей працював на цьому місці до 1943 року, коли в черговий раз переїхав на вулицю 138 Newbury Street, де вперше представив роботи афроамериканських художників в Новій Англії, в тому числі роботи Ромаре Бирдена , Джейкоба Лоуренса і інших. Бостонський інститут мистецтв став також майданчиком робіт Бостонських експресіоністів. У 1948 році «Інститут сучасного мистецтва» знову змінює свою назву на «Інститут сучасного образотворчого мистецтва» (Institute of Contemporary Art), щоб дистанціюватися від терміна «модерн». Після нового найменування Бостонський музей показав роботи Ле Корбюзьє в його першій виставці в Сполучених Штатах.
Протягом наступних років музей представив багато виставок, включаючи творчість Едварда Мунка з його знаменитою роботою « Крик », Василя Кандинського (в 1952 році), у тому числі роботи, які ніколи не показувалися в Сполучених Штатах, а також першу ретроспективу Мілтона Евері (в 1953 році ). У 1956 році музей знову змінив своє місце положення, переїхавши  у школу School of the Museum of Fine Arts at Tufts , де в 1958 році організував перший музейний перегляд Роберто Матта в Сполучених Штатах. У 1960 році Бостонський музей переїхав в художній центр Metropolitan Boston Arts Center, який був спроектований першим директором музею Натаніелем   Солтонстоллом. Протягом наступних п'яти років на цьому майданчику були показані колекції творів художників, які представляють Сполучені Штати на Венеціанській бієнале - Джон Чемберлен, Джим Дайн, Джаспер Джонс, Морріс Луї, Кеннет Ноланд, Клас Ольденбург, Роберт Раушенберг і Френк Стелла, а в 1965 році в музеї була розміщена виставка відео і електронного мистецтва під назвою «Art Turned On», в якій був присутній Марсель Дюшан. У 1966 році Бостонський музей організував виставку Енді Уорхола, в якій було представлено близько 40 творів художника.

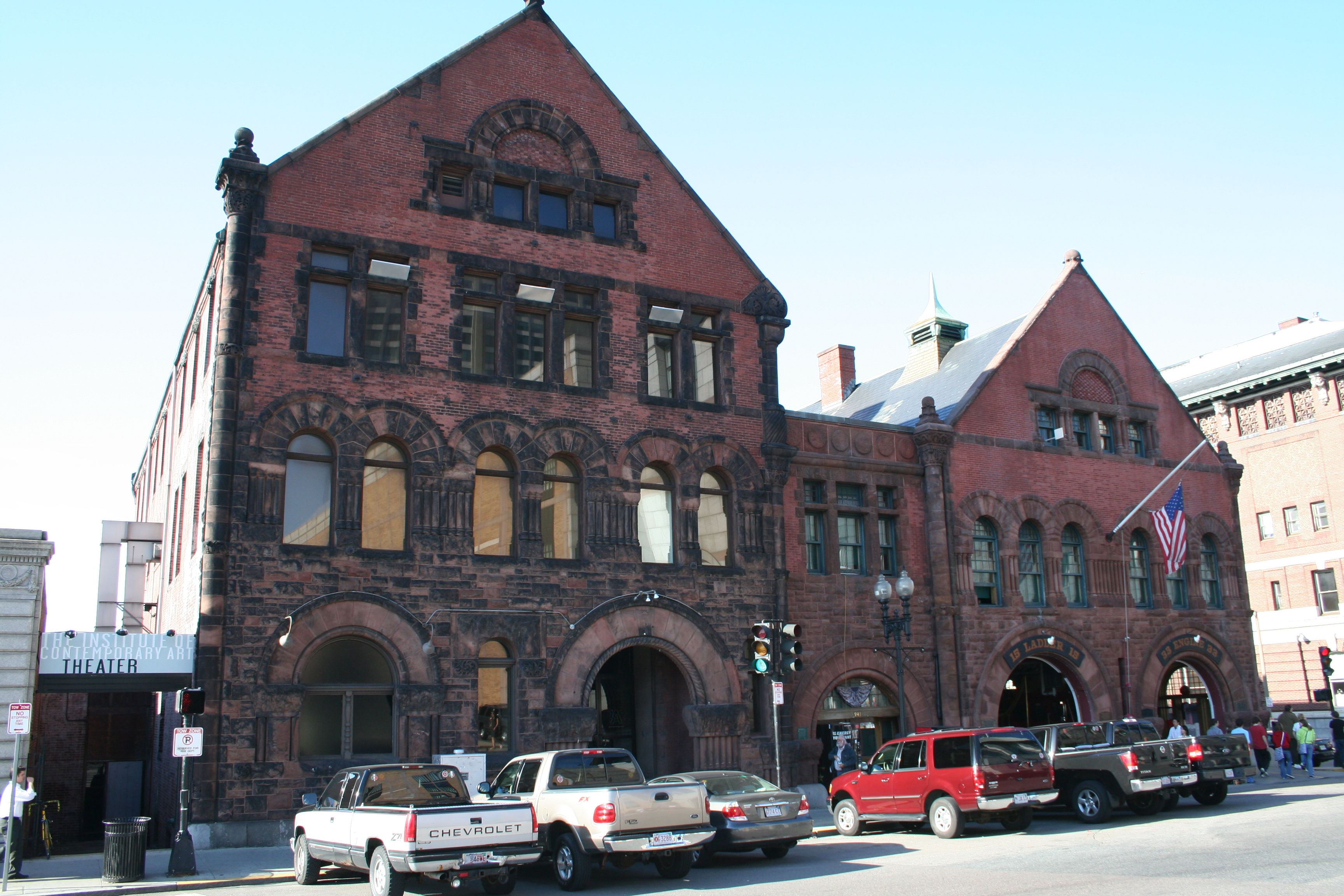
Будівля музею на 955 Boylston Street

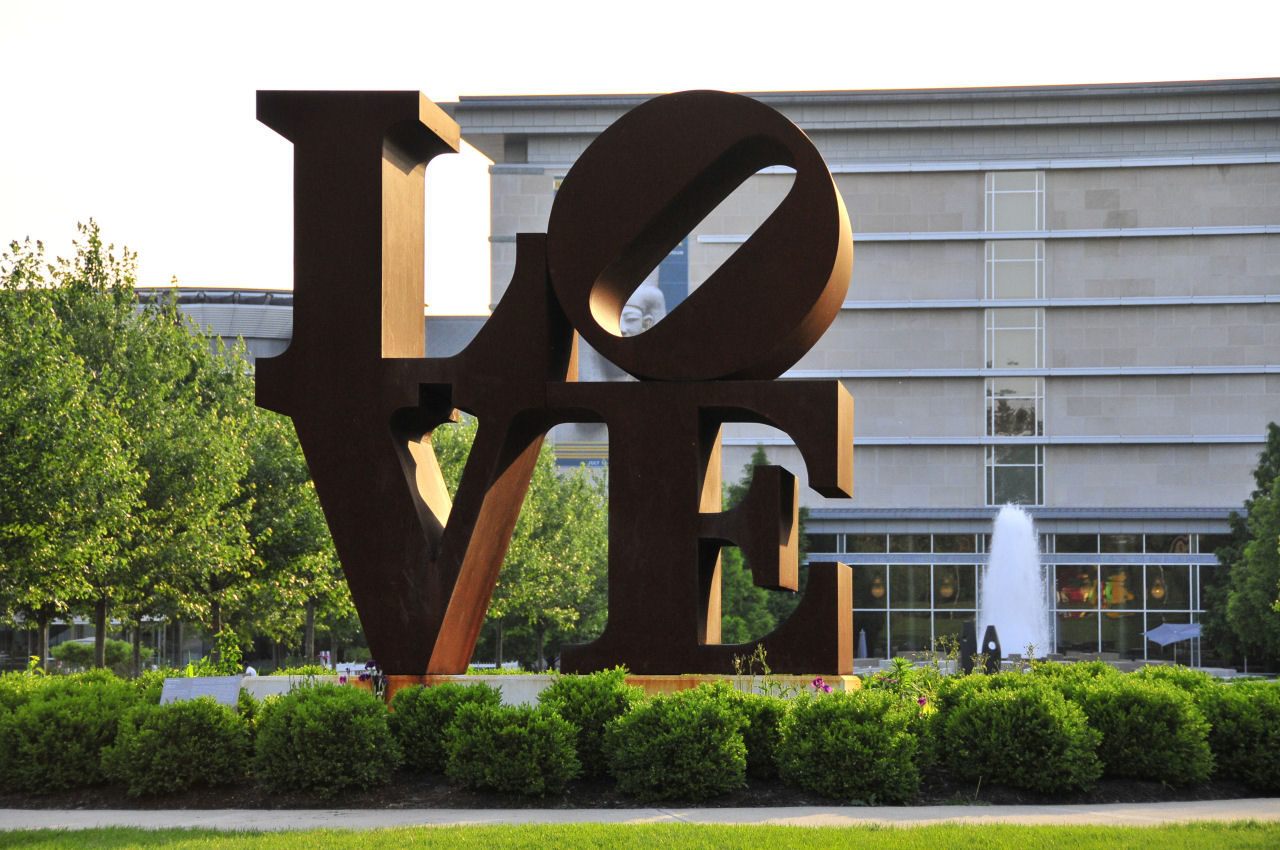
скульптура LOVE

У 1968 році музей повернувся в Бостонський Метрополітен-центр мистецтв, але через два роки зробив черговий переїзд в Parkman House на 33 Beacon Street. Протягом цих років він провів виставку під назвою «Monumental Sculpture for Public Spaces», на якій були представлені масштабні скульптурні твори таких відомих художників, як Олександр Колдер, Дональд Джадд, Роберт Морріс, Луїза Невельсон, Клас Ольденбург і Марк ді Суверо. Їх роботи були розміщені в громадських місцях по всьому місту; однією з найпомітніших стала робота Роберта Індіани - 12-футова скульптура з кортенової сталі  з назвою LOVE, встановлена на міському майдані City Hall Plaza. У 1972 році музей показав перше сольне шоу Дугласа Хюблера , а в 1973 році музей знайшов нове місце розташування на 955 Boylston Street в колишньому поліцейському відділку. Музей займав цю будівлю протягом наступних 33 років, протягом яких придбав і виставив велику кількість нових експонатів. Значущими подіями в цей період часу були: ретроспективна виставка робіт Класа Олденбурга в 1976 році, на якій був присутній сам автор; а також перший показ творів Девіда Гокні в Америці в 1977 році. У 1980 році в музеї відбулась перша в США музейна виставка чисто дадаїстських робіт і роликова дискотека зі збору коштів.
У 1980-х роках музей все так же продовжував активну виставкову діяльність, провівши в 1982 році першу музейну експозицію робіт Франческо Клементе і Ансельма Кіфера. У 1984 році Бостонський музей разом з WGBH  і бостонською мовною службою Public Broadcasting Service створили фонд Contemporary Art Television Fund, який допомагає художникам представляти свої роботи і творчість на телебаченні. У 1986 році музей виставляв роботи Аллана Секули  з його першою музейною експозицією.
У 1990 році Інститут сучасного мистецтва в Бостоні став останньою зупинкою пересувної надзвичайно суперечливої  виставки «The Perfect Moment», на якій були представлені роботи Роберта Мепплторпа, а також показана перша музейна виставка в США робіт Софі Калле. У 1997 році свою першу виставку в США в Бостонському музеї провів Сільдо Мейрелеш.
Кінець 1990-х років ознаменувався різкою зміною в Бостонському художньому музеї. Новим директором стала Джилл Медведов, яка приступила до створення проекту «Vita Brevis», що представляє собою серію великомасштабних творів мистецтва, які були виставлені в громадських місцях по всьому Бостону. Ці роботи значно підвищили суспільну обізнаність та імідж музею. Наступним значущим для музею подією став виграний в 1999 року конкурс на будівництво нової будівлі цього культурного закладу на бостонській  набережній Fan Pier. Поки зводили нову будівлю, музей продовжував свою діяльність і провів кілька важливих виставок, включаючи першу персональну виставку в цьому музеї робіт Корнелії Паркер в 2000 році і першу персональну виставку в Сполучених Штатах Олафура Еліассона в 2001 році.
У 2006 році Бостонський інститут сучасного мистецтва переїхав в своє нове приміщення площею 65 000 квадратных футів на міський набережній, що містить як галереї, так і простір для експозицій. Здобувши нове капітальне приміщення, музей почав створювати постійну колекцію, чого не сприяло колишнє мігрування по місцях розташування. Нова будівля музею була спроектована архітектурною фірмою Diller Scofidio + Renfro.

Директором Бостонського інституту сучасного мистецтва є Джилл Медведов (Jill Medvedow, вона ж - Ellen Matilda Poss).  Музей акредитований Американським альянсом музеїв.

Види музею
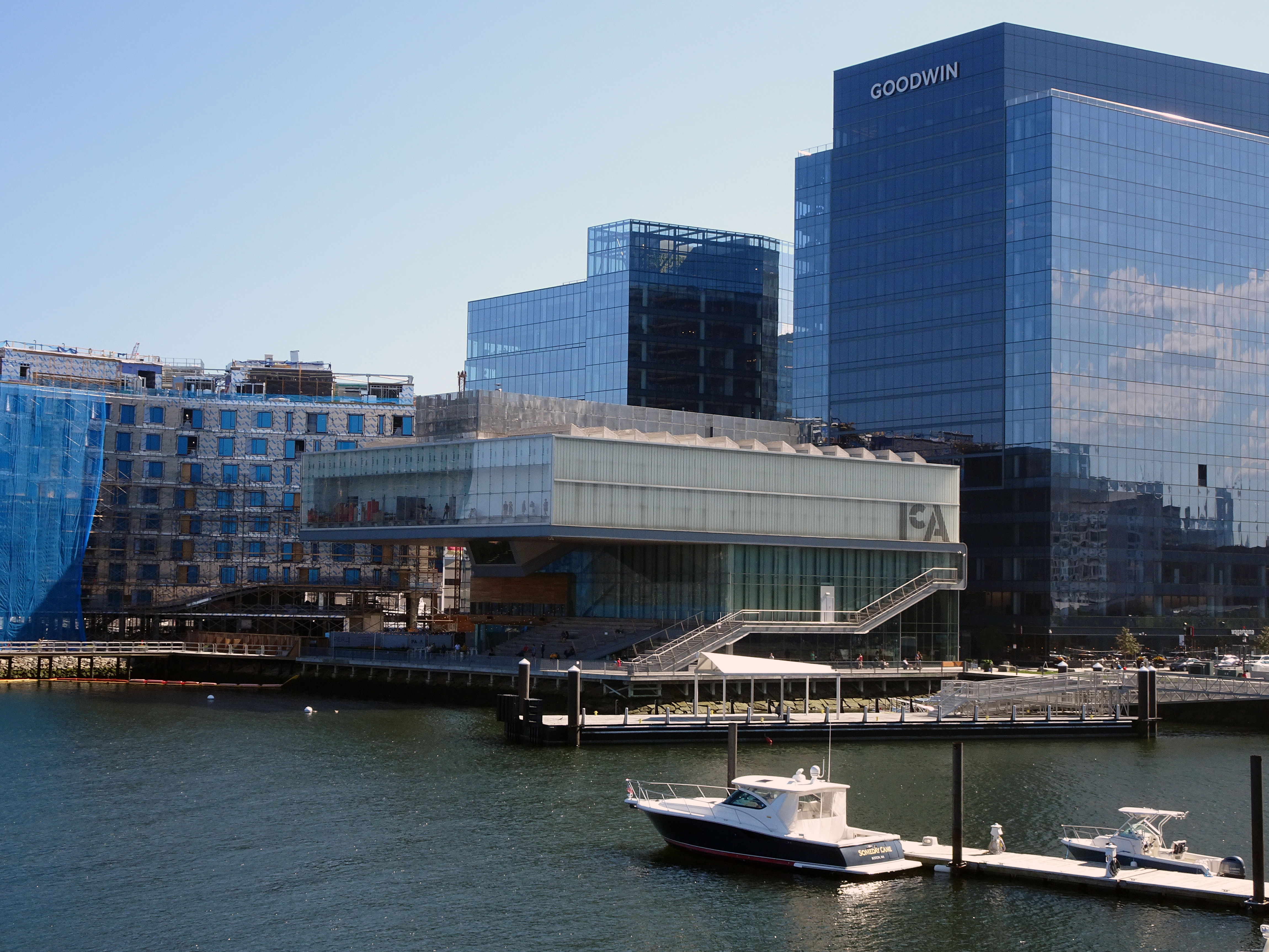
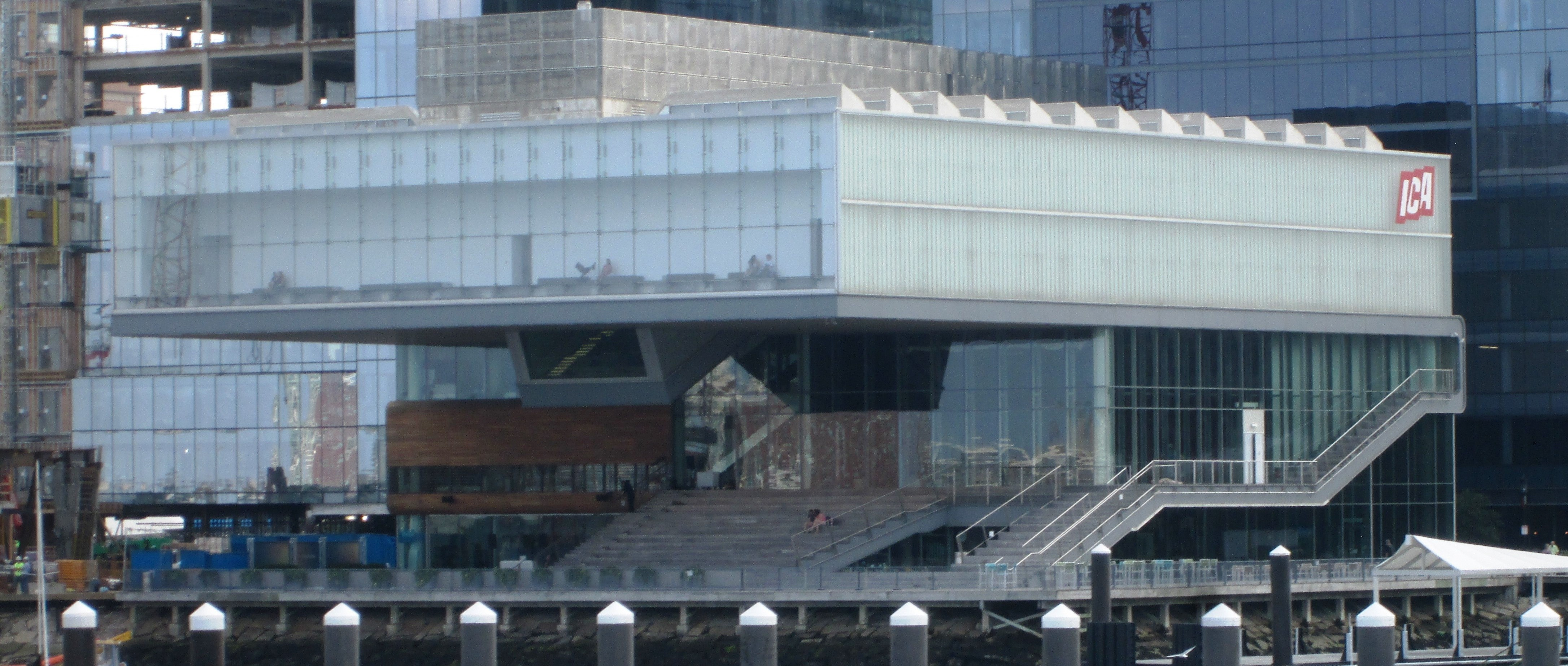
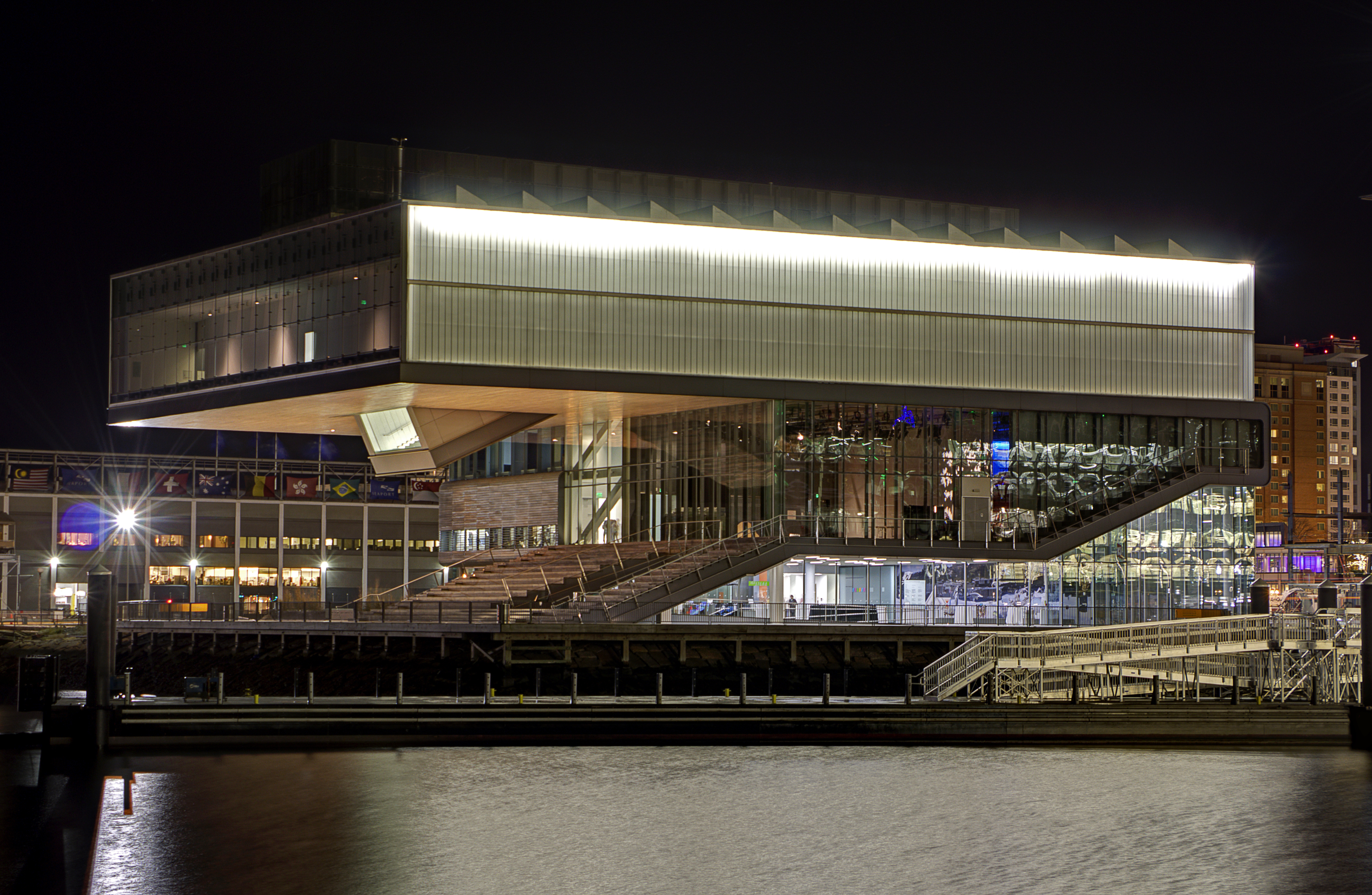